# Speaking Moistly
«Speaking Moistly» es una canción remix de la voz del primer ministro canadiense Justin Trudeau editada por Brock Tyler, conocido en YouTube como Anonymotif. Se basa en las palabras de Trudeau en una conferencia de prensa sobre la pandemia de COVID-19 en el país norteamericano. La frase «speaking moistly» (que en español significa «hablando húmedo») se refiere a las gotas respiratorias que se escupen cuando una persona habla, lo que potencialmente puede propagar el COVID-19.

## Discurso del primer ministro Justin Trudeau
El 7 de abril de 2020, en un discurso donde Trudeau afirmó que no es un experto médico, animaba a los canadienses a cumplir con los requisitos sanitarios para evitar la propagación de la enfermedad, como lavarse las manos y practicar el distanciamiento social. Basándose en el consejo de la Directora de Salud Pública de Canadá, Theresa Tam, el mandatario mencionó que "si la gente quiere usar una máscara, está bien. Protege a los demás más de lo que te protege a ti, porque te impide respirar o... o... hablar, eh ... 'húmedo' sobre ellos".
Andrew Scheer, líder de la oposición, también usó la frase «speaking moistly» en un discurso el 14 de abril de ese mismo año.

## Recepción
Brock Tyler, un músico originario de Edmonton, sintonizó automáticamente clips del discurso con un instrumental de synth-pop al estilo de la años 80 que compuso y después subió un vídeo musical a YouTube el 8 de abril de 2020. En 24 horas, la canción se había vuelto viral y ha sido visto más de un millón de veces en la plataforma. La recepción de la canción fue -en términos generales- positiva, incluso Daily Hive declaró que el remix era una "canción increíblemente épica". iHeartRadio lo llamó «el siguiente éxito en las listas». CBC escribió: «La melodía de sintetizador al estilo de los años 80 tiene un ritmo pegadizo, pero la letra y el coro sobre "hablar húmedo" pueden hacer que las personas se tapen los oídos y la cara».
El propio Trudeau elogió la canción y escribió en Twitter lo siguiente: «Gracias por la risa... es mi nueva canción para lavarse las manos».

## Versiones
Luego del boom de la canción, se han subido versiones acústicas de la misma, La canción fue versionada por la banda de heavy metal de Ottawa, Infrared. El vocalista de Infrared le dijo a Brave Words: "Simplemente no podíamos dejar de reír. De hecho, usó a Justin Trudeau para cantar la canción, lo cual pensamos que era súper divertido. Pensamos que la melodía era tan pegadiza que pensamos, ¿no?"
La canción también fue versionada por el cantante Andrew Phelan. HuffPost escribió que Phelan «convirtió la pista en un bop optimista, con toques de guitarra, que en realidad es una especie de bofetada».
El 1 de julio de 2020, mismo día de la independencia de Canadá, la banda de rock alternativo Moist y Odin Quartet, lanzaron su versión de la melodía en YouTube.